# KBV-031-Klasse
Die KBV-031-Klasse ist eine Serie von vier Mehrzweckschiffen der schwedischen Küstenwache (schwedisch Kustbevakningen). 

## Bau und Ablieferung
Die Neubauten wurden am 16. Juli 2008 bei der Peene-Werft in Wolgast in Auftrag gegeben. Die Kiellegung des Typschiffs erfolgte am 19. Mai 2010 und es lief am 14. März 2011 vom Stapel. Die ersten beiden Schiffe, KBV 031 und KBV 032, konnten Mitte 2012 an die schwedische Küstenwache übergeben werden.
Im August 2012 musste die Peene-Werft Insolvenz anmelden. Im Rahmen des Insolvenzverfahrens wurde die Fertigstellung der noch verbleibenden Schiffe im November 2012 erfolgreich neu verhandelt. KBV 033 und KBV 034 konnten danach im Frühjahr 2013 abgeliefert werden.

## Einsatzspektrum
Das Einsatzspektrum dieser Mehrzweckschiffe (schwedisch Kombinationsfartyg) umfasst schifffahrtspolizeiliche Aufgaben, den Grenzschutz, den Zolldienst und den Fischereischutz. Darüber hinaus ist die Schiffsklasse für die maritime Brandbekämpfung, die Suche und Rettung, die Bergung und für die Ölbekämpfung ausgerüstet.

## Ausstattung
Die eisverstärkten Schiffsrümpfe sind aus Stahl und die Aufbauten aus Aluminium gefertigt. Angetrieben werden die Schiffe von vier MTU–Dieselmotoren des Typs 16V 2000 M60, die mit jeweils 800 kW auf zwei Verstellpropeller wirken. Bei einer Reisegeschwindigkeit von 12 kn beträgt der Aktionsradius 2.500 sm, maximal werden 15,5 kn erreicht. Die Eisklasse 1B ermöglicht eine kontinuierliche Fahrt mit 3,5 kn durch 40 cm starkes Eis.
Zur weiteren Ausstattung gehören ein Feuerlöschmonitor, ein Schleppgeschirr mit einem Pfahlzug von 15 tbp, zwei Ölskimmer mit einer Aufnahmekapazität von 255 m³, zwei Faltkrane, zwei Beiboote und eine dynamische Positionierung.
Es stehen acht Kajüten zur Verfügung, die notfalls doppelt belegt werden können. Die normale Schiffsbesatzung besteht aus sieben Personen.

## Einheiten
| Bau-Nr. | Name    | IMO-Nr. | Rufzeichen | Stapellauf       | Ablieferung      | Heimathafen | Referenzen  |
| ------- | ------- | ------- | ---------- | ---------------- | ---------------- | ----------- | ----------- |
| 564     | KBV 031 | 9536571 | SIPE       | 14. März 2011    | 20. Juni 2012    | Djurö       | [ 2 ] [ 3 ] |
| 565     | KBV 032 | 9536583 | SKAU       | 4. Dezember 2011 | 22. Mai 2012     | Lysekil     | [ 4 ] [ 5 ] |
| 566     | KBV 033 | 9536595 | SMKH       | 5. April 2012    | 28. Februar 2013 | Oskarshamn  | [ 6 ] [ 7 ] |
| 567     | KBV 034 | 9536600 | SMPL       | 20. Juli 2012    | 26. April 2013   | Helsingborg | [ 8 ] [ 9 ] |